# Get Outta My Head
Get Outta My Head is een nummer van de Nederlandse rockband Intwine uit 2003. Het is de derde single van hun titelloze debuutalbum.
Get Outta My Head is één van de rustigere nummers op het album; tegen het eind van het nummer zijn de gitaren echter iets nadrukkelijker aanwezig. Het nummer bereikte een bescheiden 32e positie in de Nederlandse Top 40.